# Comté de Latah
Le comté de Latah est un comté des États-Unis situé dans l’État de l'Idaho. En 2000, la population était de 34 935 habitants. Son siège est Moscow. Le comté a été créé en 1888 et nommé en l'honneur de la rivière Latah. L'université de l'Idaho est établie dans le comté.

## Géolocalisation
|                                | Comté de Benewah   | Comté de Shoshone   |
| Comté de Whitman, (Washington) | Comté de Latah     | Comté de Clearwater |
|                                | Comté de Nez Perce |                     |

## Démographie
| 1890  | 1900   | 1910   | 1920   | 1930   | 1940   |
| ----- | ------ | ------ | ------ | ------ | ------ |
| 9 173 | 13 451 | 18 818 | 18 092 | 17 798 | 18 804 |

| 1950   | 1960   | 1970   | 1980   | 1990   | 2000   |
| ------ | ------ | ------ | ------ | ------ | ------ |
| 20 971 | 21 170 | 24 891 | 28 749 | 30 617 | 34 935 |

| 2010   | - | - | - | - | - |
| ------ | - | - | - | - | - |
| 37 244 | - | - | - | - | - |

## Principales villes
- Bovill
- Deary
- Genesee
- Juliaetta
- Kendrick
- Moscow
- Onaway
- Potlatch
- Troy
- Viola